# Негра Модело
Негра Модело (на испански: Negra Modelo) е марка мексиканска бира в стил виенски лагер, която се произвежда от мексиканската пивоварна „Групо Модело“ (Grupo Modelo).
Бирата е произведена за първи път през 1926 г. от австрийски емигранти в Мексико. Първоначално се продава като наливна бира. „Негра модело“ е най-популярната и продавана тъмна бира в Мексоко.
„Негра Модело“ е тъмна бира от виенски тип с алкохолно съдържание – 6,0 %. Отличава се с кехлибарено-рубинен цвят, с мек малцов аромат, с нотки на карамел, кафява захар, цитруси и цветя. Вкусът е интензивен и наситено малцов, преобладават сладост и хмелна горчивина, с леко горчив завършек, с послевкус на карамел и лимони.
Тази бира има много добър прием на международните пазари. Износът за САЩ започва в началото на 1980-те години и днес „Негра Модело“ е една от най-популярните мексикански марки в САЩ. Бирата се продава с голям успех и в Европа, Австралия, Централна и Южна Америка.